# Pontypridd Chess Club
Pontypridd Chess Club – walijski klub szachowy z siedzibą w Pontypridd.

## Historia
Klub został założony w 1890 roku i na początku działalności dołączył do South Wales Chess Association, a także rozegrał mecze z Cardiff Chess Club (w ramach Challenge Cup) i Aberdare Chess Club (towarzyski). Rok później gościem klubu był Joseph Blackburne, który rozegrał symultanę. Około 1894 roku klub został rozwiązany, reaktywowano go w 1902 roku. Klub grał później m.in. z Rhondda Chess Club i Newport Chess Club. W 1915 roku klub przegrał mecz ze Swansea Chess Club, rozgrywany w ramach Challenge Cup. Następnie klub zawiesił działalność. Klub został zgłoszony do sezonu 1954/1955 East Glamorgan League, ale nie podjął rywalizacji. W tej lidze uczestniczył od sezonu 1961/1962, zdobywając wicemistrzostwo w 1966 roku. Po 1968 roku nie rywalizował już w East Glamorgan League. Klub został ponownie reaktywowany w 1971 roku. W XXI wieku klub wystawiał drużynę pod nazwą The Full Ponty w takich ligach, jak Four Nations Chess League i Welsh Chess Premier League. W 2023 roku Pontypridd uzyskał wicemistrzostwo Welsh Chess Premier League.